# Stajki (rejon wilejski)
Stajki (biał. Стайкі; ros. Стайки) – wieś na Białorusi, w rejonie wilejskim obwodu mińskiego, około 35 km na wschód od Wilejki.

## Historia
Pierwsza wzmianka o majątku pochodzi z roku 1794. Już w pierwszej połowie XVIII wieku Stajki i kilka okolicznych majątków były własnością rodziny Bohdanowiczów herbu Bogoria. Pierwszym znanym właścicielem tych dóbr był Seweryn Bohdanowicz, jego synem był Ignacy, a wnukami – Henryk, Otton i Tadeusz. W połowie XIX wieku właścicielem majątku był Seweryn (1821–?), a na przełomie XIX i XX wieku – Jan (1870–1909) żonaty z Marią z Cywińskich. Ostatnim właścicielem Stajek do 1939 roku był ich syn, Michał Bohdanowicz (1903–1948).
Po II rozbiorze Polski w 1793 roku dobra te, wcześniej należące do województwa wileńskiego Rzeczypospolitej znalazły się na terenie powiatu wilejskiego (ujezdu) guberni mińskiej, a od 1843 roku – guberni wileńskiej. Po I wojnie światowej Stajki wróciły do Polski, po ustabilizowaniu się granicy polsko-radzieckiej w 1921 roku znalazły się w gminie Olkowicze w powiecie wilejskim województwa nowogródzkiego. 13 kwietnia 1922 roku gmina wraz z całym powiatem wilejskim została przyłączona do objętej władzą polską Ziemi Wileńskiej, przekształconej 20 stycznia 1926 roku w województwo wileńskie. Od 1945 roku – w ZSRR, od 1991 roku – na terenie Republiki Białorusi.
W czasach zaborów wieś w okręgu wiejskim Stajki, w gminie Krajsk, w powiecie wilejskim, w guberni wileńskiej Imperium Rosyjskiego. W 1866 roku liczyła 290 mieszkańców w 14 domach.
W latach 1921–1945 wieś leżała w Polsce, w województwie wileńskim, w powiecie wilejskim, w gminie Olkowicze, od 1 stycznia 1926 w gminie Ilia.
Według Powszechnego Spisu Ludności z 1921 roku zamieszkiwało tu 436 osób, 70 było wyznania rzymskokatolickiego, 362 prawosławnego a 4 staroobrzędowego. Jednocześnie 33 mieszkańców zadeklarowało polską, 402 białoruską a 1 niemiecką przynależność narodową. Było tu 78 budynków mieszkalnych. W 1931 w 91 domach zamieszkiwały 483 osoby.
Wierni należeli do parafii rzymskokatolickiej w Olkowiczach i prawosławnej w Ilii. Miejscowość podlegała pod Sąd Grodzki w Ilii i Okręgowy w Wilnie; właściwy urząd pocztowy mieścił się w Olkowiczach.
Ostatnim właścicielem Stajek do 1939 roku był ich syn, Michał Bohdanowicz (1903–1948).
W wyniku napaści ZSRR na Polskę we wrześniu 1939 miejscowość znalazła się pod okupacją sowiecką. 2 listopada została włączona do Białoruskiej SRR. Od czerwca 1941 roku pod okupacją niemiecką. W 1944 miejscowość została ponownie zajęta przez wojska sowieckie i włączona do Białoruskiej SRR.
W 2009 roku we wsi mieszkały 142 osoby.

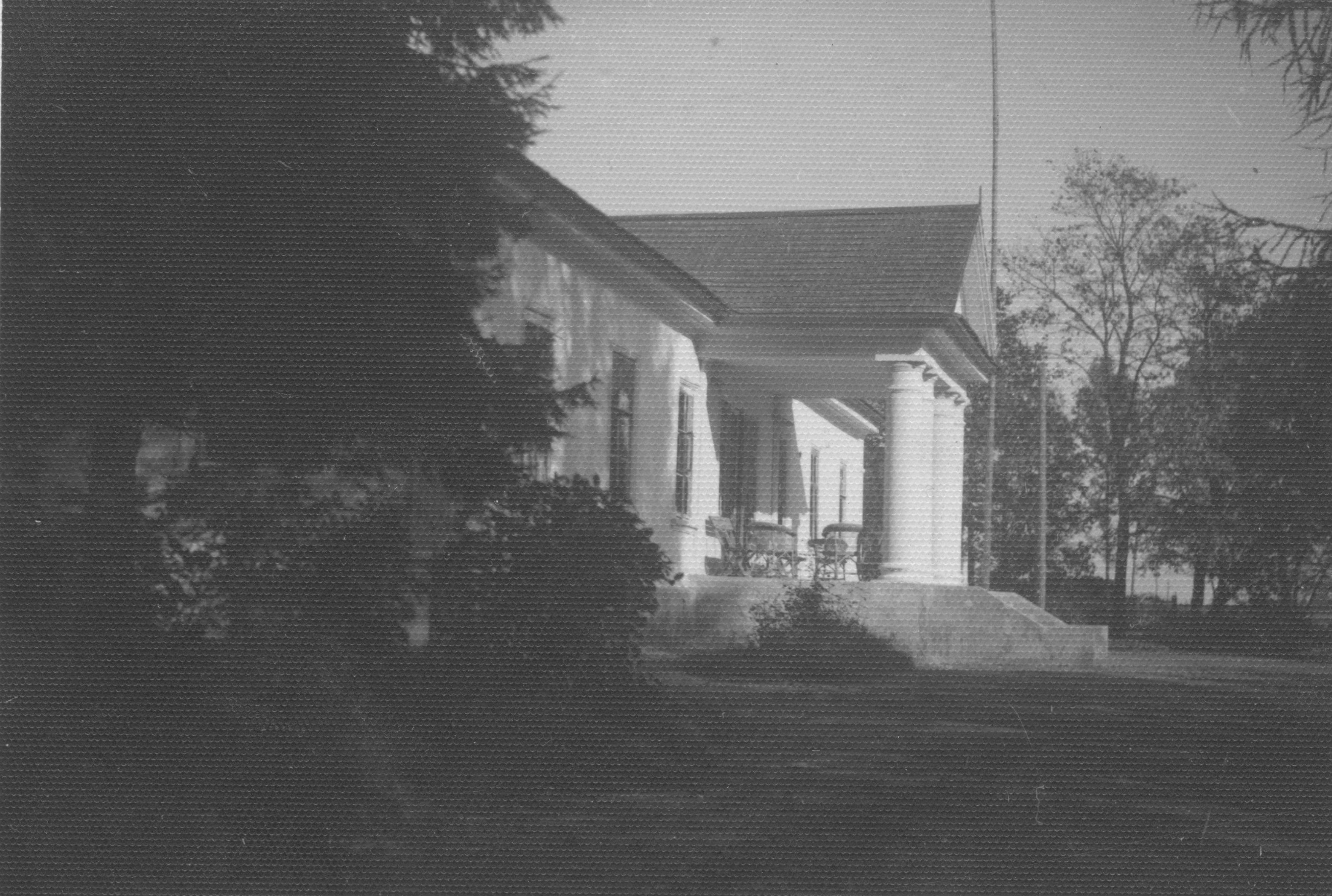
Dwór między 1918 i 1937 rokiem